# Spoorlijn Jülich - Düren
De spoorlijn Jülich - Düren is een Duitse spoorlijn van Jülich naar Düren en als lijn 9304 onder beheer van DB Netze, tot 1993 was dit lijn 2583.

## Geschiedenis
Het traject werd door de Bergisch-Märkischen Eisenbahngesellschaft geopend op 1 oktober 1873. In 1982 werd op economische gronden het personenverkeer stilgelegd.

## Huidige toestand
Vanaf 1993 is de lijn eigendom van de Dürener Kreisbahn en weer in gebruik. Sinds 2003 wordt de lijn geëxploiteerd door de Rurtalbahn. Er wordt in de drukke uren een halfuurdienst tot Jülich gereden en verder een uurdienst. Op de meeste tussenliggende stations wordt alleen op verzoek gestopt.     

## Treindiensten
| Serie | Treinsoort                | Route | Bijzonderheden |
| ----- | ------------------------- | --- | -------------- |
| RB 21 | Regionalbahn (Rurtalbahn) | Linnich SIG Combibloc – Jülich – Krauthausen – Huchem-Stammeln – Düren – Lendersdorf – Kreuzau – Untermaubach-Schlagstein – Nideggen-Brück – Heimbach (Eifel) |                |

## Aansluitingen
In de volgende plaatsen is of was er een aansluiting op de volgende spoorlijnen:
Jülich
DB 2540, spoorlijn tussen Jülich en Dalheim
DB 2555, spoorlijn tussen Aachen Nord en Jülich
DB 2571, spoorlijn tussen Hochneukirch en Stolberg
Düren
DB 2580, spoorlijn tussen Düren en Neuss
DB 2585, spoorlijn tussen Düren en Euskirchen
DB 2600, spoorlijn tussen Keulen en Aken
DB 2622, spoorlijn tussen Keulen en Düren
DB 9306, spoorlijn tussen Düren en Heimbach